# Культура кувшинных погребений

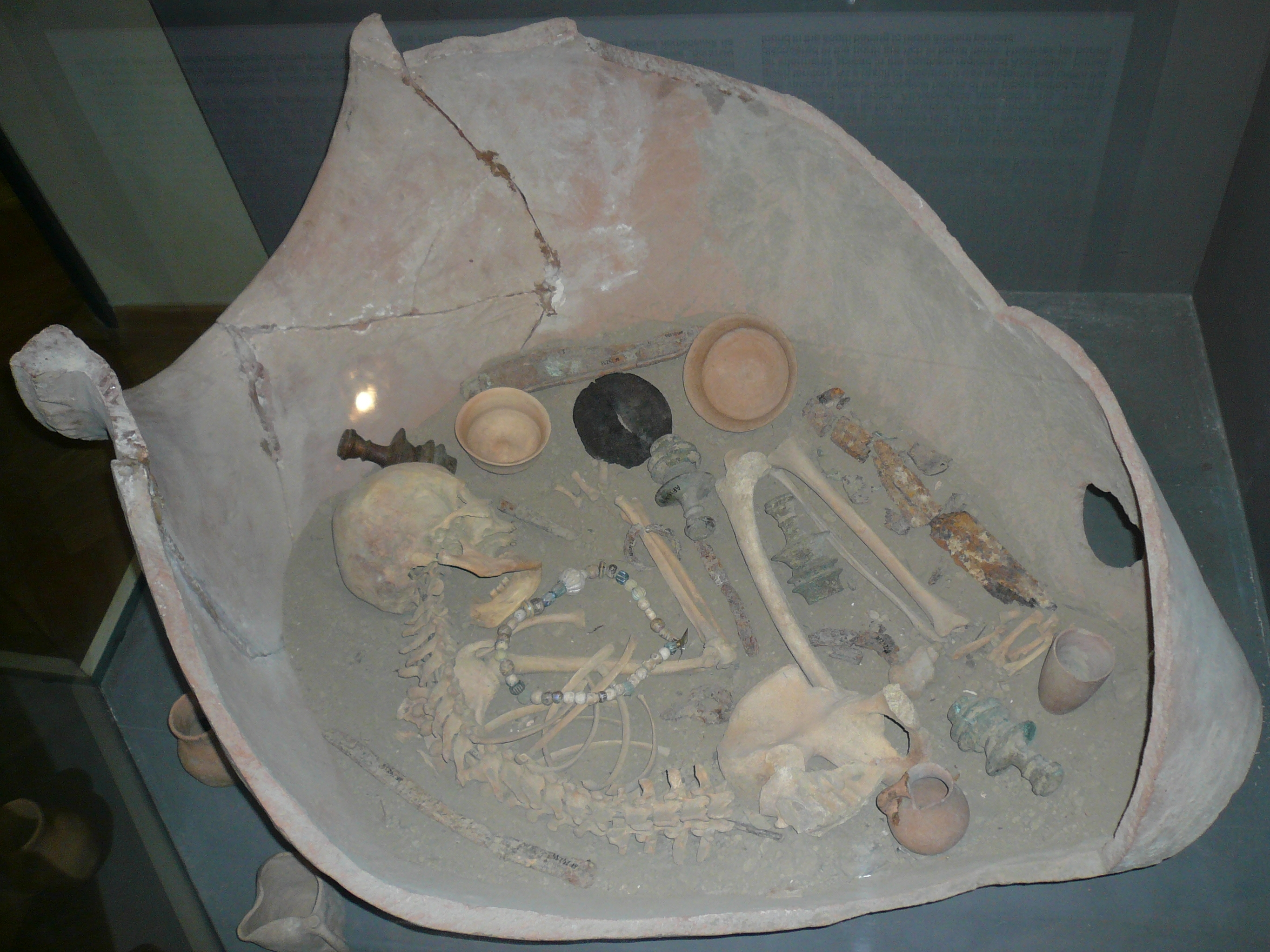
Кувшинное погребение. Музей истории Азербайджана.

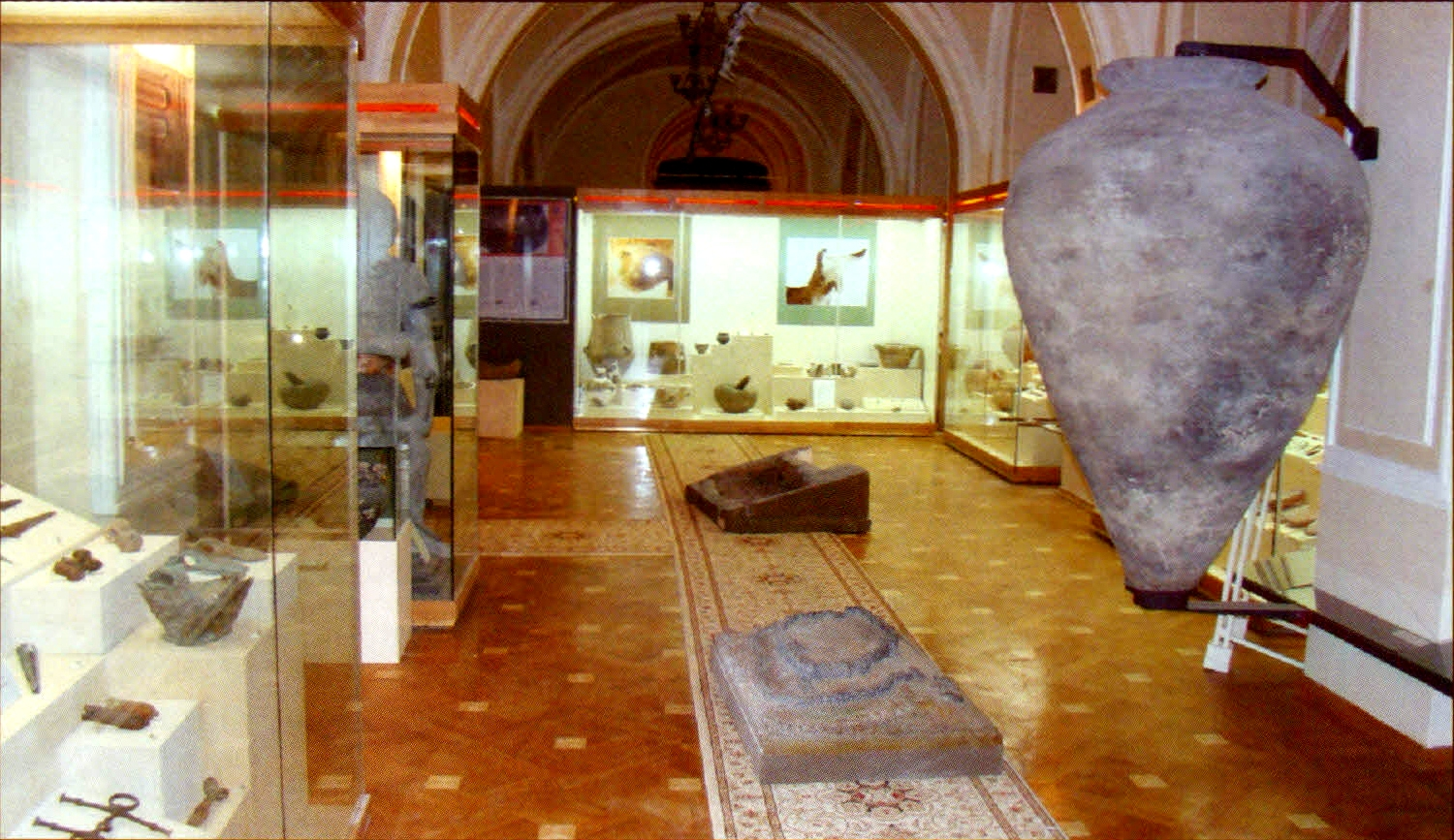
Кувшинные погребения. Музей истории Азербайджана (найденный Габала)

Культура кувшинных погребений — археологическая культура, представленная в IV веке до н. э. — VIII веке н. э. на территории Закавказья, особенно на территории Кавказской Албании. Покойники погребены в больших глиняных кувшинах в сильно скорченном положении на боку. Погребальный инвентарь содержит изделия из металлов (бронзовые и главным образом железные орудия и оружие, бронзовые, серебряные и золотые украшения), дерева, камня, глины, стекла и пасты. В поздних погребениях встречаются римские, аршакидские и сасанидские монеты. Данная культура принадлежала оседлому земледельческому населению, занимавшемуся также скотоводством, охотой, рыболовством и ремёслами.
Под кувшинными погребениями подразумевается ингумация, во время которой покойник целиком укладывался в глиняный сосуд разных форм и размеров и таким образом закапывался в землю. Кувшинными погребениями нельзя считать кремационные захоронения в аналогичных сосудах.
Как указывается в научной литературе, «если к северу от Куры археологами была выявлена так называемая ялойлутепинская культура (V в. до н. э. - I в. н. э.), характеризующая албанский метаэтнос, состоявший, по свидетельству Страбона, из 26 разноязычных племён [Страбон, IX, IV, 6], то к югу от Куры обнаружена отличная от неё культура кувшинных погребений с хронологическими рамками IV в. до н.э. - первые века нашей эры, составляющая часть археологической культуры Древней Армении, присущей армянскому этносу того периода, что подтверждается идентичными результатами исследований археологов на территории Армении, в частности в Гарни».